# Зелу (мифология)
Зелу (чеш. Zelu) — предполагаемое славянское божество с неизвестными функциями.
Впервые упоминается в хронике Summula chronicae tam Romanae quam Bohemicae Яна Неплаха 1360 года в тексте за 894 год:

Начинаются события и дела чешских королей, некоторые из которых были язычниками, и нет необходимости беспокоиться о том, когда и в какие годы Господа они правили. У них был идол, которому они поклонялись как своему богу, которого они называли Зелу.
Этимологическая двусмысленность имени и позднее происхождение текста ставят существование этого божества под сомнение.
Сообщение Неплаха было пересказано на немецком языке в 1530-х годах в стихотворной Чешской хронике Вацлава Гайека. Гайек упоминает Зелу, относит поколение божеству к 734 году и утверждает, что ему приносили в жертву волосы и ногти. Однако подлинность этого произведения ещё ниже, чем летописью Неплаха.

## Историография
Филологи В. В. Иванов и В. Н. Топоров интерпретируют Зелу как богиню зелени и растений.
Академик Б. А. Рыбаков, вслед за С. А. Гедеоновым, сопоставлял Зелу и Желю из Слова о Полку Игореве, считая их разными наименованиями одного божества. Карну и Желю он называет «славянскими эринниями»